# Dominik Kotarski
Dominik Kotarski (pronunciación en croata: [dôminik kôtarskiː, domǐ-]); Zabok, 10 de febrero de 2000) es un futbolista croata que juega de portero en el F. C. Copenhague de la Superliga de Dinamarca.

## Trayectoria

### Ajax
Comenzó su carrera juvenil con su club local NK Tondach Bedekovčina a la edad de 6 años, y tras impresionar, pasó a la academia del G. N. K. Dinamo Zagreb en 2011. El 7 de julio de 2017 firmó su primer contrato profesional con el Ajax de Ámsterdam, pero tuvo que esperar a cumplir los 18 años para firmar oficialmente con el club, y el contrato lo vinculaba al club hasta el 30 de junio de 2023.
Debutó como profesional con el Jong Ajax en una derrota por 3-0 en la Eerste Divisie ante el Jong PSV el 30 de marzo de 2018. Fue nombrado tercer portero del primer equipo de cara a la temporada 2018-19 de la Eredivisie. Debido a la buena salud de los porteros titulares y suplentes André Onana y Kostas Lamprou, continuó ejerciendo su oficio con los suplentes.

#### Gorica (préstamo)
El 16 de junio de 2021 se anunció que sería cedido al HNK Gorica por una temporada, compitiendo en la Primera Liga de Croacia, la máxima categoría del fútbol profesional de su país. Ese mismo año jugo 28 partidos con el club, manteniendo su portería intacta en 8 de ellos. El Ajax y el Gorica llegaron a un acuerdo para su traspaso. El plazo para el Gorica finalizaba el 15 de junio, para acogerse a la cláusula de compra que se había introducido para adquirir a Kotarski del Ajax, dando la cantidad de 1.2 millones de euros, retrasándose la gente del equipo un poco debido a un día festivo y para pagar finalmente el dinero.

### PAOK
El 27 de junio de 2022 firmó un contrato de cuatro años con el PAOK de Salónica F. C..

## Selección nacional
Es internacional juvenil con Croacia, y fue el jugador más destacado de Croacia sub-17 en el Campeonato Europeo Sub-17 de la UEFA 2017.

## Estadísticas

### Clubes
Actualizado al último partido disputado el 2 de octubre de 2022.
| Club                            | Div.          | Temporada     | Liga  | Liga  | Copas nacionales | Copas nacionales | Copas internacionales | Copas internacionales | Total | Total |
| Club                            | Div.          | Temporada     | Part. | Goles | Part.            | Goles            | Part.                 | Goles                 | Part. | Goles |
| ------------------------------- | ------------- | ------------- | ----- | ----- | ---------------- | ---------------- | --------------------- | --------------------- | ----- | ----- |
| Jong Ajax · Países Bajos        | 2.ª           | 2017-18       | 4     | -7    | —                | —                | —                     | —                     | 4     | -7    |
| Jong Ajax · Países Bajos        | 2.ª           | 2018-19       | 30    | -49   | —                | —                | —                     | —                     | 30    | -49   |
| Jong Ajax · Países Bajos        | 2.ª           | 2019-20       | 13    | -22   | —                | —                | —                     | —                     | 13    | -22   |
| Jong Ajax · Países Bajos        | 2.ª           | 2020-21       | 13    | -34   | —                | —                | —                     | —                     | 13    | -34   |
| Jong Ajax · Países Bajos        | Total club    | Total club    | 60    | -112  | 0                | 0                | 0                     | 0                     | 60    | -112  |
| HNK Gorica · Croacia            | 1.ª           | 2021-22       | 24    | -31   | 4                | -7               | —                     | —                     | 28    | -38   |
| HNK Gorica · Croacia            | Total club    | Total club    | 24    | -31   | 4                | -7               | 0                     | 0                     | 28    | -38   |
| PAOK de Salónica F. C. · Grecia | 1.ª           | 2022-23       | 6     | -4    | 0                | 0                | 2                     | -3                    | 8     | -7    |
| PAOK de Salónica F. C. · Grecia | Total club    | Total club    | 6     | -4    | 0                | 0                | 2                     | -3                    | 8     | -7    |
| Total carrera                   | Total carrera | Total carrera | 88    | -147  | 4                | -7               | 2                     | -3                    | 94    | -157  |

## Palmarés

### Títulos nacionales
| Título              | Club                   | País   | Año  |
| ------------------- | ---------------------- | ------ | ---- |
| Superliga de Grecia | PAOK de Salónica F. C. | Grecia | 2024 |